# Stazione di Manfredonia
La stazione di Manfredonia è la stazione ferroviaria di RFI della città di Manfredonia. È il capolinea della linea Foggia-Manfredonia.
Serve la città di Manfredonia e parte del Gargano meridionale.

## Storia
La stazione di Manfredonia venne inaugurata contestualmente alla linea per Foggia il 12 luglio 1885, riscuotendo subito un ottimo successo sia per il trasporto passeggeri che per quello merci.
Dato che il fabbricato era stato costruito in una zona periferica della città, da più parti venne richiesto un prolungamento della linea ferroviaria fino a raggiungere il centro di Manfredonia: solo il 1º luglio 1934 venne finalmente inaugurata la nuova tratta che terminava con un tronchino e un marciapiede e venne denominata stazione di Manfredonia Città, cambiando di conseguenza in Manfredonia Campagna il nome della stazione principale. Il 22 gennaio 1942 venne attivato anche il raccordo che conduceva al porto, e la fermata terminale prese il nome di Manfredonia Marittima.
In seguito alla forte urbanizzazione della zona e all'aumento del traffico automobilistico, nel 1989 la stazione di Manfredonia Città e la tratta ferroviaria urbana vennero chiuse e Manfredonia Campagna riprese il vecchio nome di Stazione di Manfredonia: questa, in seguito dell'espansione edilizia, con l'andar del tempo è divenuta centrale rispetto alla città.
Anche il raccordo per il porto è stato chiuso così Manfredonia è divenuta una stazione terminale utilizzata esclusivamente per il trasporto passeggeri.

## Strutture e impianti
La stazione è dotata di un fabbricato viaggiatori che, in seguito a una ristrutturazione, ospita i locali dell'Agenzia del turismo di Manfredonia e le circoscrizioni dei quartieri sud della città (Croce, Di Vittorio, Siponto).
All'interno si contano 3 binari tronchi per il servizio passeggeri di cui solo il primo è utilizzato per il servizio viaggiatori dei treni essendo l'esercizio della linea a spola. Sono presenti anche due banchine, prive di pensiline e collegate con passerelle sui binari.
Lo scalo merci, con altri binari tronchi è inutilizzato e in parte adibito a parcheggio: nella stazione erano presenti anche una gru, un serbatoio per l'acqua ed un sistema di binari a stella che permetteva l'inversione delle locomotive.

## Servizi
La stazione dispone di:
- Capolinea autolinee
- Parcheggio di scambio
- Servizi igienici
- Servizio biciclette pubbliche